# 27. SS-Freiwilligen-Grenadier-Division Langemarck (flämische Nr. 1)
27. SS-Freiwilligen-Grenadier-Division „Langemarck“ (flämische Nr. 1) var en division inom tyska Waffen-SS, som rekryterade flamländare. Divisionen var uppkallad efter orten Langemark i Västflandern. Divisionen kämpade på östfronten under andra världskriget.

## Bakgrund
Redan i maj 1940 började Waffen-SS rekrytera flamländska volontärer i Belgien. Dock med en högst begränsad framgång, de flamländska frivilliga räckte till att bilda en bataljon i SS-Freiwilligen-Standarte Nordwest de båda andra bataljonerna fylldes med holländare. Den 6 november 1941 upplöstes SS-Freiwilligen-Standarte Nordwest, de frivilliga delades upp i SS-Freiwilligen-Legion Flandern och SS-Freiwilligen Legion Niederlande. Legionen underordnades 2. SS-Infanterie-Brigade och sändes till fronten i Maluksa-området, öster om Leningrad, i början av december 1941. Redan efter en vecka drogs brigaden tillbaka från frontlinjen och sändes till Kandau i Lettland för vinterkvarter. I januari 1942 flyttades brigaden fram till linjen vid Novgorod som en del av XXXVIII. Armeekorps försök att skära av den ficka i linjen som 2:a stötarmén hade slagit upp väster om floden Volchov. Brigaden blev kvar i linjen vid Volchov till slutet av juni 1942, varefter den drogs tillbaka för vila. Legionen tillfördes 250 man i ersättningsmanskap. Efter en månad i vila överfördes brigaden med legionen till fronten vid Pulkovo där sex månader av ihållande defensiva strider följde. I januari 1943 ersattes legionen av förband ur SS-Polizei-Division i frontlinjen. Men redan i februari fick legionen förstärka den hårt ansatta SS-Polizei-Division, för hårda defensiva strider vid Krasny-Bor vid floden Neva. I april 1943 var legionen i det närmaste förbrukad och drogs ur linjen. Den 13 maj 1943 överfördes legionen till övningsfältet Heidelager, där den i juni bytte namn till SS-Sturmbrigade Langemarck. Förbandet flyttade vidare till Böhmen där det fortsatte att återuppbyggas och utökas, den 22 oktober 1943 fick förbandet namnet 6. SS-Freiwilligen-Sturmbrigade Langemarck. I slutet december 1943 hade brigaden en styrka på 2016 män och ett stormkanonbatteri, luftvärnsbatteri, samt ett artillerikompani hade tillförts. Brigaden överfördes till 4. Panzerarmee kring Zhitomir, där återigen häftiga defensiva strider följde. Efter att ha deltagit i utbrytningen från fickan kring Kamjanets-Podilskyj i april 1944, drogs brigaden tillbaka till Böhmen för att återuppbyggas. Tanken var att utöka brigaden med en andra grenadjärbataljon och en stormkanonbataljon, men i själva verket uteblev utökningen och det existerande stormkanonbatteriet upplöstes. Den 30 juni 1944 hade brigaden en styrka på 1 731 man. I juli 1944 överfördes en stridsgrupp från brigaden för att förstärka III. SS-Panzerkorps under Slaget vid Narva. I september 1944 evakuerades resterna av stridsgruppen ur Kurlandfickan och återförenades med resten av brigaden på Lüneburgheden. Brigaden skulle från den 18 oktober 1944 utökas till en full division med namnet 27. SS-Freiwilligen-Grenadier-Division „Langemarck“ (flämische Nr. 1), vilket var mer av ett önsketänkande från Heinrich Himmler då förbandet förfogade över 1 941 man jämfört med målet på 12 261 man. Den utomordentligt svaga divisionen anslöt till III. SS-Panzerkorps för defensiva strider i Pommern i slutet av kriget och kapitulerade i Stettin till sovjetiska förband.
| Namn                                                                  | datum                             |
| --------------------------------------------------------------------- | --------------------------------- |
| SS-Freiwilligen-Legion Flandern                                       | 6 november 1941 - juni 1943       |
| SS-Sturmbrigade Langemarck                                            | juni 1943 - 22 oktober 1943       |
| 6. SS-Freiwilligen-Sturmbrigade Langemarck                            | 22 oktober 1943 - 18 oktober 1944 |
| 27. SS-Freiwilligen-Grenadier-Division „Langemarck“ (flämische Nr. 1) | 18 oktober 1944 - maj 1945        |

## Befälhavare
Förbandschefer:
- SS-Sturmbannführer Michel Lippert: 24 september 1941 - 2 april 1942
- SS-Obersturmbannführer Hans Albert von Lettow-Vorbeck: 2 Apr 1942 - juni 1942
- SS-Hauptsturmführer Hallmann: juni 1942 - 20 juni 1942
- SS-Obersturmbannführer Josef Fitzthum: 20 juni 1942 - 11 juli 1942
- SS-Obersturmbannführer Conrad Schellong: 11 juli — oktober 1944
- SS-Standartenführer Thomas Müller: oktober 1944 — 2 maj 1945